# Francisco Romero (torero)
Francisco Romero y Acevedo (Ronda, 1700-ib., 1763) fue un célebre torero español.

## Biografía
Fundador de una dinastía taurina fundamental para la historia de la tauromaquia, se le atribuyen importantes aportaciones en un periodo clave en el que se definió la lidia moderna a pie, como fue el uso de la muleta y del estoque para matar al toro frente a frente. Padre del también matador Juan Romero, su nieto fue el gran torero Pedro Romero.
En los primeros años del siglo xviii, en Ronda, Francisco Romero, al final de una corrida de toros, pidió autorización para matar él mismo al toro. Después de citar dos o tres veces al toro con un lienzo, Francisco Romero estoqueó al toro con ayuda de su espada. Pronto se repitió la nueva suerte en otras plazas y se convirtió en un auténtico profesional, dando inicio al toreo a pie como espectáculo moderno. El uso de lienzos —blancos y colgados de un palillo— es probablemente anterior al torero rondeño, y su evolución hacia la muleta fue paulatina durante este poco conocido periodo taurino, pero es posible que Francisco Romero sí generalizase su uso para matar al toro frente a frente y como instrumento de la lidia.
Sin embargo, parece que la muerte del toro por estocada se practicó mucho antes, empleada en particular por empleados de los mataderos de Sevilla que transformaron su oficio de matarife para mostrar el espectáculo a un público cada vez más numeroso. Sí es más probable que la innovación del rondeño en esta suerte fuese una forma revolucionaria de matar al toro, de frente y dejando la espada. En cualquier caso, si Francisco Romero no es «el inventor» de la corrida moderna, es el primer matador en haber ejercido su arte de manera habitual y profesional. Además, sus éxitos implican un cambio radical en el arte de torear: hasta él, la suerte principal es aún el tercio de picadores, el toreo a caballo y de lances de capote. La muerte no era más que el final del espectáculo.
Tras Francisco Romero, y tras unos años en que ambas formas de torear —a pie y a caballo— se disputaron el gusto de los aficionados, el toreo a caballo comienza a perder el carácter protagonista de las corridas, y la muerte del toro se convierte en la suerte más importante de una faena.